# 朱尔·布舍里
朱尔·布舍里（法語：Jules Boucherit；1877年3月29日—1962年4月1日）是一位法國小提琴家、音樂教育者。

## 生平
布舍里出生於莫尔莱，就讀於巴黎高等音樂院時，師承朱尔·加尔桑。畢業後，布舍里亦於母校任教，他的門生包括：吉娜特·內弗、亨利·提密安卡與伊夫里·吉特利斯等著名小提琴家。
1962年，布舍里於巴黎逝世，享年85歲。